# Sergio Salazar
Sergio Ignacio Salazar López (nascido em 23 de março de 1986) é um ciclista de BMX profissional colombiano. Representou seu país, Colômbia, no ciclismo nos Jogos Olímpicos de Verão de 2008.